# Cœlé-Syrie
Ne doit pas être confondu avec Cœlé-Syrie (province romaine).
332 av. J.-C. – 64 av. J.-C.
Entités précédentes :
- Empire achéménide : 
Yehoud Medinata

Entités suivantes :
- Empire parthe : 
 Royaume hasmonéen
- République romaine :
 Syrie

La Cœlé-Syrie (en grec : ή κοίλη Συρία), littéralement la « Syrie creuse », désigne à l'époque hellénistique la Syrie intérieure, ou plus exactement toute la Syrie à l'exception de la Phénicie. Cette région est disputée par les Diadoques après la mort d'Alexandre le Grand, puis, après le partage qui suit la bataille d'Ipsos en 301 av. J.-C. entre les Séleucides et les Lagides pendant les six guerres de Syrie.

## Dénomination
Le terme Cœlé-Syrie est une version hellénisée de l'araméen kol Aram, « tout Aram », désignant le territoire des Araméens, sachant que la corrélation entre les deux mots Aram et Syrie reste à démontrer. L'historien Georges Contenau  affirme que les Anciens désignaient par ce terme la vallée de la Bekaa au Liban, l'épithète « creux » étant associé au relief de la vallée de la Bekaa qui se situe entre deux chaînes de hautes montagnes . Sachant que le mot Syrie est dérivé de Tyr, nom utilisé par les conquérants grecs puis romains pour désigner la zone d'influence de la cité-phare phénicienne, connue pour ses innombrables colonies autour de la Méditerranée et dont la richesse était fabuleuse, cette hypothèse a du sens.
Le sens du mot Cœlé-Syrie a évolué pour ne plus désigner que spécifiquement l'actuelle vallée de la Bekaa au Liban ou une autre zone de vallée, au delà de ce que l'épithète « creux » pourrait faire penser. Au sens large, ce terme a été utilisé pour désigner tout le territoire allant jusqu'à la frontière nord de l’Égypte ptolémaïque, y compris la Phénicie et le sud du Levant. Le terme de Coelé Syrie est aussi utilisé pour désigner « toute la Syrie » ou « toute la Syrie excepté la Phénicie », par divers auteurs tels  Pline, Arrien et Claude Ptolémée. Au fil du temps, le terme de Cœlé-Syrie reçoit cependant des acceptions différentes. Ainsi, sous l'Empire romain à l'époque des Sévères, la province romaine de Syrie, qui prend le nom de Syrie-Cœlé, est centrée autour d'Antioche, au nord ; la région de Tyr, au sud, appartient à la province de Syrie-Phénicie.

## Histoire
Il est possible que la Cœlé-Syrie et la Phénicie aient déjà été organisées administrativement comme une satrapie dès l'administration lagide, mais une telle organisation est mal attestée. Le fait que Ptolémée Ier ait choisi d'accoler le nom de la Cœlé-Syrie à la Phénicie, alors que cette province n'englobe qu'une petite partie de la Syrie, prouverait qu'il entend l'annexer. Au cours de la cinquième guerre de Syrie, remportée par Antiochos III, la totalité de la Syrie passe sous domination séleucide. Les territoires nouvellement conquis prennent alors officiellement le nom de Cœlé-Syrie et Phénicie pour être placés sous l'autorité d'un stratège.